# Treize bouddhas
Les treize bouddhas (十三仏, Jūsanbutsu) sont des déités importantes des mandalas kongokai et taizokai du bouddhisme Shingon. Il s’agit de cinq bouddhas (Nyorai), sept bodhisattvas (Bosatsu) et un vidyaraja (Myoo), possédant chacun sa syllabe-mantra (bija).
Ils sont souvent représentés ensemble, et jouent un rôle important dans les cérémonies post-funéraires, chaque déité devant être invoquée à une date fixée après la mort :
1. Fudo Myoo (Acala), au 7e jour
2. Shaka Nyorai (Sakyamuni), au 14e jour
3. Monju Bosatsu (Manjushri), au 21e jour
4. Fugen Bosatsu (Samantabhadra), au 28e jour
5. Jizo Bosatsu (Ksitigarbha), au 35e jour
6. Miroku Bosatsu (Maitreya), au 42e jour
7. Yakushi Nyorai (Bhaisajyaguru), au 49e jour
8. Kannon Bosatsu (Avalokitesvara), au 100e jour
9. Seishi Bosatsu (Mahasthamaprapta), un an après la cérémonie des cent jours
10. Amida Nyorai (Amitabha), deux ans après la cérémonie des cent jours
11. Ashuku Nyorai (Akshobhya), six ans après la cérémonie des cent jours
12. Dainichi Nyorai (Vairocana), douze ans après la cérémonie des cent jours
13. Kokuzo Bosatsu (Akasagarbha), 32 ans après la cérémonie des cent jours

Inversement dans le cadre de la grossesse, l'invocation se fait par mois du neuvième Seishi bosatsu jusqu'à Fudo Myoo lors de l'accouchement.